# Jules Abadie
Pour les articles homonymes, voir Abadie.
Jean Baptiste Marie Jules Abadie, né le 12 août 1876 à Blaye en Gironde et mort le 10 août 1953 à Oran, est un chirurgien français. Il exerce à Oran et est membre du Comité français de la Libération nationale.

## Biographie
Né à Blaye en 1876, Jules Abadie est réformé du service national en 1896 pour tuberculose. Il s'engage volontairement comme médecin pendant la guerre de 14-18 puis celle de 39-45  puis sera promu colonel de réserve.
Docteur en médecine en 1901, il commence sa carrière de chirurgien à Montpellier puis, à la suite d'un concours, la poursuit à l'hopital d'Oran à partir de 1904 dont il deviendra plus tard chirurgien en chef. Il possède une clinique quartier Miramar où il travaille avec sa femme, également médecin. Ses travaux de recherches, notamment dans la chirurgie gastrique et la chirurgie de guerre, lui assurent une notoriété en France et à l'étranger. Il sera membre de l'Académie de chirurgie, correspondant de l'Académie nationale de médecine et représentant de l'Afrique du Nord à la Société internationale de chirurgie.
De 1907 à 1910 il est délégué non colon d'Oran aux délégations financières.
Abadie étudie une « automobile chirurgicale » en février 1915.
Proche d'Henri Giraud, il devient le 23 mars 1943 son Secrétaire à l'Intérieur au sein du Commandement en chef civil et militaire. Puis lorsque le comité français de la Libération nationale est créé sous la coprésidence de Giraud et de de Gaulle, il y exerce les fonctions de commissaire à la Justice du 7 juin au 4 septembre 1943, et de commissaire à l'Éducation nationale et à la Santé publique du 7 juin au 9 novembre 1943. L'une de ses missions a été de préparer le rétablissement du décret Crémieux.
Quand Giraud perd de l'influence au sein du CFLN, il est envoyé en mission en Amérique du Nord, pour y étudier le fonctionnement des services d'hygiène et d'assistance publique.
Il est brièvement le 38e maire d'Oran en 1948 pendant deux mois .

## Vie privée
Il épouse Hélène Feyguine d'origine russe, née le 21 mai 1881 à Samara (Russie), docteur en médecine en 1905, fille de Geresime Feyguine et Mme née Politoff, avec qui il a deux filles Héléne et Nicole, et un fils Jean.
Il décède le 10 août 1953 à Oran.

## Distinctions
- Ordre national de la Légion d'honneur[2]
  -  Chevalier (31/12/1916)
  -  Officier (11/2/1928)
  -  Commandeur (29/9/1950)
- Croix de guerre 1914-1918 avec palme Citation à l'ordre de l'armée
- Commandeur du Ouissam alaouite
- Commandeur de la Santé publique

## Ouvrages
- Des luxations radiacarpiennes traumatiques 1901
- Contribution à l'étude des questions d'assistance sociale en Algérie 1909
- Appendicite post-traumatique 1910
- Occlusion duodénale aiguë post-opératoire 1910
- Ostéosarcome du tibia 1910
- Etude pour une automobile chirurgicale pour opérations au voisinage du front, La Presse Médicale N° 5 du 4 février 1915, Transcription lLaurent Provost
- Les Blessures de l'abdomen 1916
- Impressions de voyage en Amérique du Sud 1939
- En mission aux États-Unis et Canada 1944
- Discours d'ouverture du 53e Congrès français de chirurgie 2 octobre 1950